# Arsenal TV
Arsenal TV – nieistniejący już sportowy kanał telewizyjny należący do angielskiego klubu piłkarskiego Arsenal F.C. Był częścią pakietu Setanta Sports, do którego należały również inne klubowe telewizje, takie jak Celtic TV, Rangers TV i LFC TV. Nadawał w okresie od 14 stycznia 2008 do 7 sierpnia 2009.

## Zawartość
Na kanale tym transmitowano:
- Powtórki wszystkich spotkań Arsenalu ze wszystkich rozgrywek, wraz z pomeczowym komentarzem i analizą
- Ekskluzywne wywiady z członkami sztabu szkoleniowego i zawodnikami
- Transmisje na żywo ze spotkań rezerw oraz sparingów pierwszego zespołu
- Najważniejsze mecze Akademii Arsenalu i Arsenalu Ladies
- Wiadomości związane z Arsenalem
- Najważniejsze klasyki
- Programy dokumentalne oparte na historii klubu

## Prezenterzy/eksperci
Prowadzeniem programów zajmowali się Daniel Roebuck oraz aktor i zadeklarowany fan Arsenalu Tom Watt. W roli ekspertów regularnie występowali Stewart Robson i muzyk Shovell.